# ブラッド・メリディアン
『ブラッド・メリディアン』原題（Blood Meridian, Or the Evening Redness in the West）は1985年に出版されたコーマック・マッカーシーの小説。
マッカーシーの5冊目の本でランダムハウス社から刊行。タイトルは「血の到達点」などと訳す事ができ、人間の頭皮を金に換える残虐な商売で生計を立てていた無法者たちの暴力の極致を描いている。

## あらすじ
物語の大部分は「キッド」と呼ばれる10代の少年を追って進行する。
彼はグラントン・ギャング団（実在の集団）と行動を共にする。
ギャング達は1849年から1850年にかけてアメリカ合衆国とメキシコの国境地帯で、
賞金、楽しみ、全くの純粋な欲望のためにネイティブアメリカンを強姦する。

ホールデン判事という人物が次第に敵の役割を演じるようになる。
判事は身長7フィートで知的で全身に体毛が生えていない謎に包まれた人物で、「戦争は神だ」の一言に集約される、闘争の本能の哲学的な象徴である。

## 評価
本作は、刊行当初大した評価も得られず商業的にも歓迎されなかったが
やがて絶賛されマッカーシーの傑作と認められるようになった。

タイム誌は「1923年から2005年までに英語で書かれた優れた小説100冊」に本書を含めている。
2006年にニューヨーク・タイムズ紙が作家・批評家などを対象に行った〈過去25年間で最も優れたアメリカの小説は？〉というアンケートでは、三位に選ばれている。

## 日本語訳
- 『ブラッド・メリディアン』黒原敏行訳（早川書房、2009年／ハヤカワ文庫、2018年）

## 備考
アメリカで本書は、修正主義西部劇（リヴィジョニスト・ウエスタン）として説明されることがある。これは男気ある白人ガンマンの決闘や、野蛮な先住民から市民を救う騎兵隊が活躍するような西部劇ではなく、理不尽な先住民駆逐・虐殺の史実を直視した西部小説や映画を指す用語。
但し本書がアメリカ先住民虐殺に対し、これが人間のすることかという人道的な怒りを告発していないことは明らかで、
それはマッカーシー本人の発言からも分かる。1992年のインタビューにおいてこんな発言をしている。
「流血のない生などない。人類がある種の進歩をとげ、すべての人が仲良く平和に暮らせるようになり得るという考えは危険だ。そんな考えに取りつかれる人たちは魂と自由を平気で捨ててしまえる連中だ。そんなことを望む人間は自ら奴隷になり、命を空虚なものにしてしまうだろう」